# Martin Stoeck

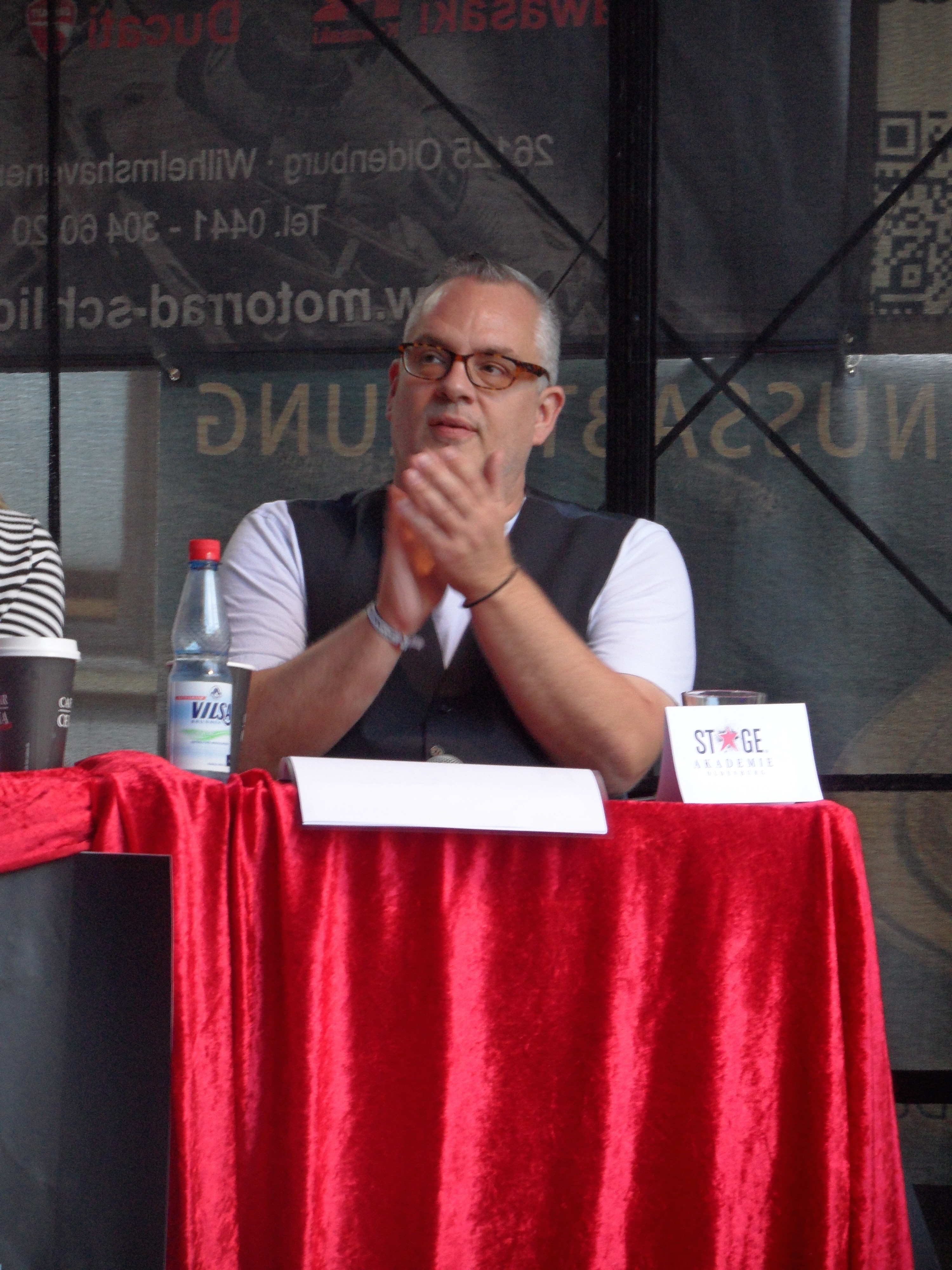
Martin Stoeck (2015)

Martin „Stoecki“ Stoeck (* 10. Januar 1964; † 2. Juni 2021) war ein deutscher Schlagzeuger. Er spielte von 1995 bis 2015 für die Band Pur.

## Werdegang
Stoeck begann nach dem Abitur an der Wöhlerschule in Frankfurt am Main mit einer Ausbildung zunächst am Piano an Dr. Hoch’s Konservatorium in Frankfurt, um dann klassischen Schlagwerk-Unterricht bei Karl Setzer zu nehmen. Das Schlagzeugspielen erlernte er bei Joe Porcaro in Los Angeles, dem Vater des ehemaligen Toto-Drummers Jeff Porcaro, dessen Wesen und Spiel Einfluss auf die Entwicklung des Schlagzeugers hatte.
Ab 1984 war er als Drummer in der Band von Dieter Falk aktiv, um dann 1993/94 als Studiomusiker in Nashville und Toronto zu arbeiten. Von 2003 bis 2005 saß er bei der Kölner Karnevalsband Paveier am Schlagzeug. Er wirkte auf 500 CD-Produktionen im In- und Ausland sowie bei Konzerten und Tourneen ab 1984 mit und begleitete Pur, Peter Hofmann, Claudia Jung, Michelle und Brunner & Brunner am Schlagzeug.
Ab 2016 war er als Musiklehrer in Oldenburg und Diepholz tätig.
Er starb am 2. Juni 2021 im Alter von 57 Jahren an den Folgen einer Krebserkrankung.
Die Band Pur widmete Martin Stoeck das Lied Herzensgut auf dem Album Persönlich. Hier ist die Zeile zu hören „Stoecki, machs gut“ (2:49 Min.). Zudem hat die Band einen von Martin Stoeck bereits eingespielten Drumtrack für den Song verarbeitet.